# U-366
U-366 – niemiecki okręt podwodny (U-Boot) typu VII C z okresu II wojny światowej. Okręt wszedł do służby w 1943 roku. Jedynym dowódcą był Oblt. Bruno Langenberg. 

## Historia
Wcielony do 5. Flotylli U-Bootów celem szkolenia załogi, od marca 1944 roku w 13. Flotylli jako jednostka bojowa.
Okręt odbył dwa patrole bojowe, podczas których nie zatopił żadnej jednostki przeciwnika.
U-366 został zatopiony 5 marca 1944 roku na Morzu Norweskim na północny zachód od Hammerfest rakietami wystrzelonymi przez samolot Fairey Swordfish z lotniskowca eskortowego HMS „Chaser”. Zginęła cała 50-osobowa załoga U-Boota.